# ألبيريكو جنتيلي
ألبيريكو جنتيلي (14كانون الثاني يناير 1552 – 19 حزيران يونيو 1608) كان فقيهًا إيطاليًا إنجليزيًا، ومدرسًا للملكة إليزابيث الأولى، ومحاميًا دائمًا للسفارة الإسبانية في لندن، وعمل كأستاذ ريجيوس للقانون المدني في جامعة أكسفورد لمدة 21 عاماً.  يُعتبر مؤسس علم القانون الدولي إلى جانب فرانسيسكو دي فيتوريا وهوغو غروتيوس ،  ومن ثم يُعرف باسم "أبو القانون الدولي".  كان جنتيلي أول كاتب في القانون الدولي العام .  في عام 1587، أصبح أول شخص غير إنجليزي يصبح أستاذًا في جامعة ريجيوس . 
قام جنتيلي بتأليف العديد من الكتب، والتي تعتبر من بين أهم الكتب في المذاهب القانونية الدولية، ولكنها تتضمن أيضًا موضوعات لاهوتية وأدبية.

## ملحوظات
1. 1 2  Vaughan، Ken MacMillan (2011). The Atlantic Imperial Constitution: Center and Periphery in the English Atlantic World. London, UK: Palgrave Macmillan. ISBN:978-0230111745.
2. ↑  Julius J. Marke (1999). A Catalogue of the Law Collection at New York University: With Selected Annotations. New York, USA: Lawbook Exchange Ltd. ص. 1372. ISBN:978-1886363915.
3. ↑  Pagden، Anthony (1991). Vitoria: Political Writings (Cambridge Texts in the History of Political Thought). UK: Cambridge University Press. ص. xvi. ISBN:0-521-36714-X.
4. ↑  Woods، Thomas E. (Jr.) (2005). How The Catholic Church Built Western Civilization. Washington. DC: Regnery Publishing. ISBN:0-89526-038-7.
5. ↑  Ulmen، Carl Schmitt (2006). The Nomos of the Earth in the International Law of Jus Publicum Europaeum. London, UK: Telos Press. ISBN:978-0230219229.